# 福爾摩沙歷史與地理的描述
《福爾摩沙歷史與地理的描述》（英語原書名：An Historical and Geographical Description of Formosa, an Island subject to the Emperor of Japan，直譯為「日本天皇管轄的島嶼，福爾摩沙歷史與地理的描述」），是在1704年於歐洲出版的一本聲稱有關台灣的專書，作者撒瑪納札（George Psalmanazar，1679年－1763年）自稱是來自台灣的原住民。書中對台灣的歷史背景及地理狀況，以及島上居民之宗教信仰、風俗習慣等，有詳盡的描述。後來發現，作者並非台灣原住民；他對台灣的地理、歷史、宗教信仰的描繪，和動物與植物的敘述，也都是憑空捏造的，因為他從未去過台灣。

## 書名翻譯
本書有《臺灣誌》之日文譯名。而台灣出版社大塊文化於1996年出版此書的正體中文版，譯為《福爾摩啥》；2004年再版時，再改書名為《福爾摩沙變形記》。

## 内容
本書是典型的偽書，不過由於歐洲人對神秘的東方感到好奇，被廣泛地翻譯和閱讀。本書詳述了「福爾摩沙人」的服裝、飲食、儀式和風俗、政治體系、生活方式等各行各業的事物，不過全都是由薩瑪納札所創作。例如，可以從「福爾摩沙人」的服裝判別身分地位，並詳細描述了王族、總督、貴族、平民等階級的服裝。王族和總督的服裝鑲嵌著寶石，來強調其豪華；平民則是裸體，只用金屬片遮蔽私處。同時，也有一年犧牲18,000名少年心臟給神明的記述。「福爾摩沙」平民階層的生活習慣，則幾乎與日本人雷同；但是也有著「日本人平時戴著小帽子」這樣捏造的風俗。
該書所描述的「知識」實際上是其他旅行報告的混合體，特別是被阿茲特克及印加文明的描述所影響，另外再參雜了一些有關於日本的片斷知識；托馬斯·莫爾所著的《烏托邦》可能也是靈感之一。

### 圖片

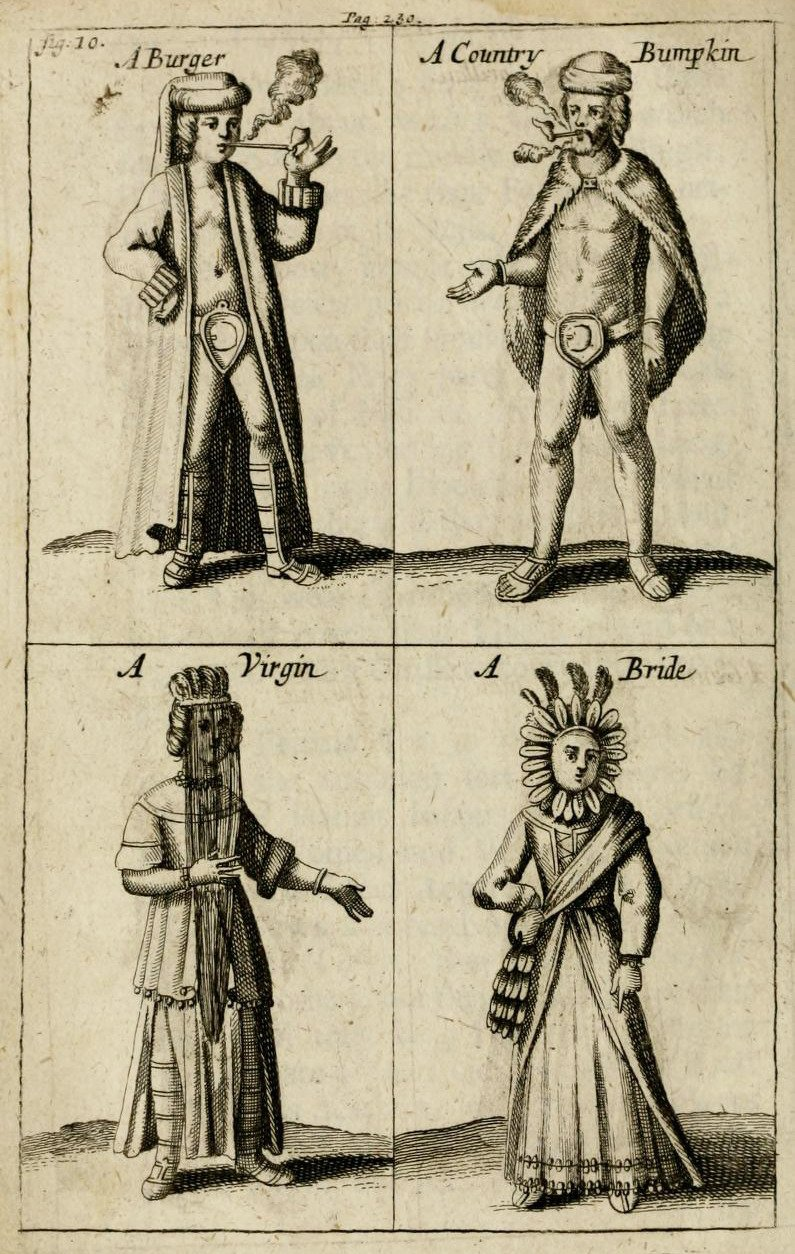
「福爾摩沙人」
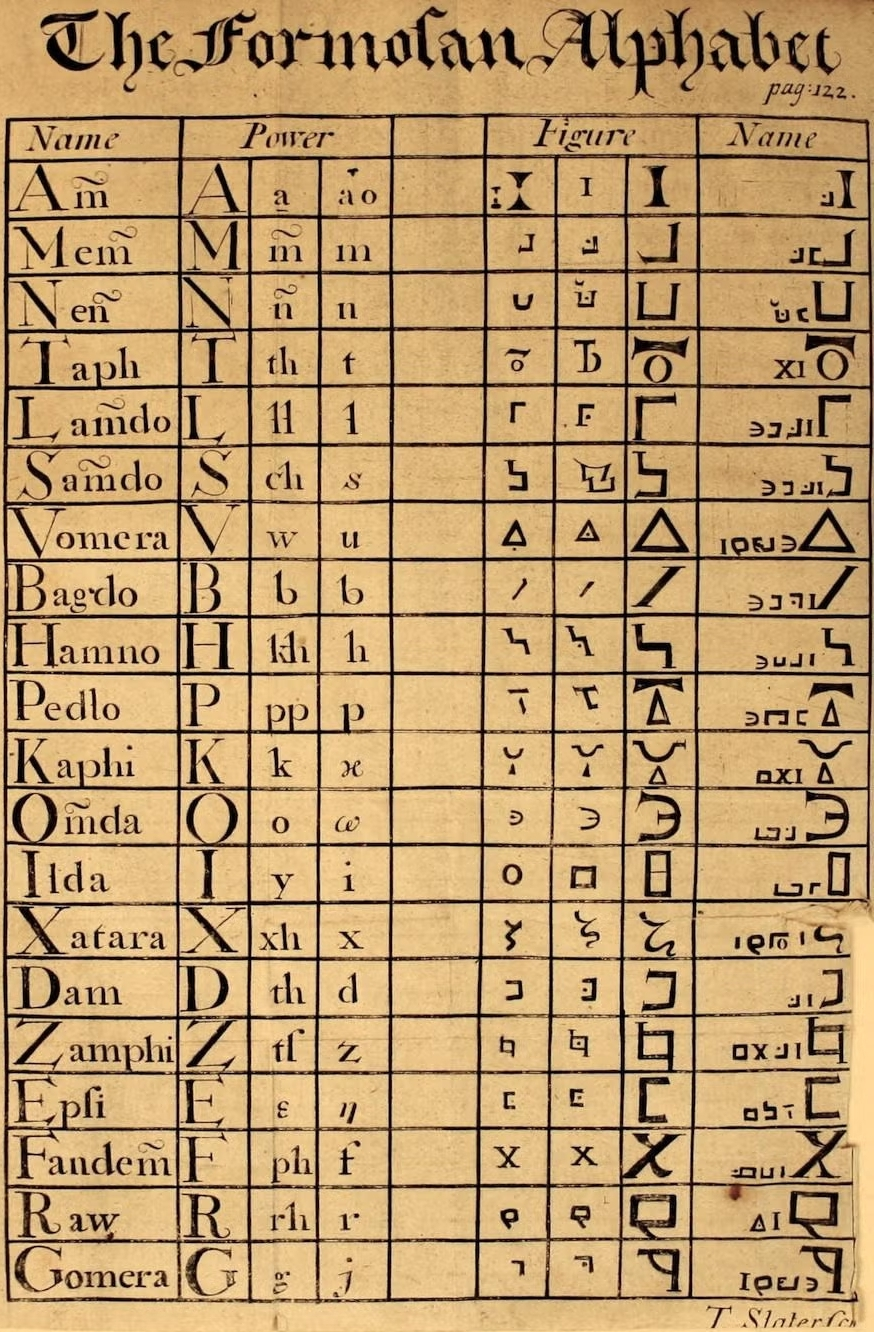
「福爾摩沙文字」
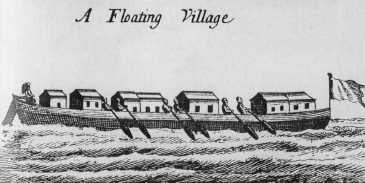
漂浮的村莊

### 創作
薩瑪納札在該書創造了「福爾摩沙語」及「福爾摩沙字母」，書中也附有「福爾摩沙字母」的一覽表。「福爾摩沙字母」共有20個字母。「福爾摩沙語」則與日本語相似。薩瑪納札在書中論述，日本人的祖先由於被中國所放逐，對於中國懷恨，因此語言和及其他樣式皆與中國不同。並且，日本人的祖先最早在「福爾摩沙」居住，因此日本的語言、風俗也殘留著在台灣島。但是之後日本人連續不斷改變了自己的語言和風俗習慣，因此日本與「福爾摩沙」逐漸產生差異。無論如何，以上內容都是薩瑪納札一人的創作，完全沒有根據。

## 作者

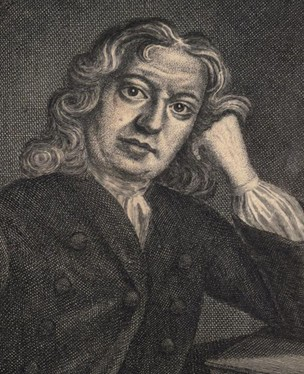
薩瑪納札的肖像

薩瑪納札出生於法國南部，本名不明。為了能在法國各地免費旅行，薩瑪納札一開始冒充要到羅馬朝聖的愛爾蘭僧侶，但是很快這個偽裝就被識破，因為法國當地許多人對於愛爾蘭很熟悉。薩瑪納札於是決定需要一個更異國情調的偽裝，他利用在耶穌會的神學院所得到有關遠東的傳教士報告，假扮成一位日本基督徒。
在到羅馬的計劃失敗後，薩瑪納札在1700至1702年開始在德意志各諸侯國間旅行；並在1702年出現在荷蘭，擔任臨時雇佣兵及士兵。這時薩瑪納札的注意力已經從日本轉移到更罕為人知的「福爾摩沙」（今日的臺灣）。1702年末，薩瑪納札遇到蘇格蘭聖公會隨營司鐸"威廉·英尼斯"(William Innes)，並在1703年從鹿特丹抵達倫敦。
在抵達倫敦後，「有著奇異行為的外國人」的新聞在英國受到關注；翌年，《福爾摩沙歷史與地理的描述》出版，在知識階層受到贊賞。之後25年，雖然不時有人提出質疑；但是薩瑪納札面對質疑，都能將不利的批評一一反駁。之後薩瑪納札坦白事實，於是被逐出學術界，而後革心返回基督教會，1763年在倫敦死去。

## 影響
《福爾摩沙歷史與地理的描述》初版以拉丁文出版，1704年英文，此後被翻譯成法文及荷蘭文等。出版之初，作為當時歐洲人還不甚瞭解的遠東學術書，填補了當時遠東知識的空白，受到知識階層的廣泛好評。雖然之後被發現是捏造，但18世紀初的數十年，此書對於歐洲人對遠東的認識有著一定程度的影響。原先被認為是正式學術書籍卻被揭穿是假造，此事對後來的「評估歷史研究口承傳達的可靠性」的運動帶來了一定的影響。